# Alliance Française de Iquitos
La Alianza Francesa de Iquitos fue una asociación autónoma y sin ánimo de lucro que promovía la enseñanza del francés y de las costumbres francesas en la amazonía peruana. Existió desde 1996 mediante un convenio con la municipalidad de la Provincia de Maynas, hasta 2016 cuando el gobierno municipal decidió romper el convenio por incumplimientos de parte de la Alliance francaise. Su lugar actualmente es ocupado por la Biblioteca Virtual Joaquín García Sánchez.

## Historia
Fue creada en 1996 mediante un convenio entre las autoridades municipales de Iquitos y la Alianza francesa, en las que se acordaba, además de promover el idioma y cultura de Francia, la construcción de un museo indígena, a cambio de que el terreno sea arrendado por 30 años corriendo en el cruce de las avenidas Távara y Fitzcarrald.
En 2016, las autoridades municipales decidieron dar por finalizado el convenio, argumentando que la Alianza Francesa no hacía un buen uso del terreno arrendado, y no había cumplido sus obligaciones:

La promesa era que la Alianza Francesa sea el centro cultural de primer nivel y el mayor centro cultural de primer nivel en el Perú, acá para la comunidad loretana  no ha sido así (...) Se ha verificado que el hall lo utiliza como estacionamiento de motos, el cafetín para degustación de comidas francesas y bocaditos está siendo utilizado como depósito, el teatrín está sin mobiliario, no han hecho un museo indígena, tienen un auditorio que está clausurado. Tienen solamente cinco aulas y cada una tiene siete carpetas.

El convenio quedó sin efecto en mayo de 2016, y se procedió al retiro de la asociación autónoma.

### Reminiscencia
La Alianza Francesa de Iquitos no desapareció por completo hasta antes de los años 2020, para 2018 seguía impartiendo clases lingüísticas pero sin un local fijo, su último acto de relevancia lo tuvo con el acuerdo de la Universidad Nacional de la Amazonía Peruana (UNAP) para la enseñanza del francés como segundo idioma, los alumnos de esta casa de estudios obtenían un descuento a diferencia del público general.